# Шорсай
Шорсай — деревня в Сысольском районе Республики Коми. Входит в состав сельского поселения Межадор. 
Расположена в 16 км к северо-востоку от райцентра Визинга.

## Население
| 2010 |
| ---- |
| 380  |